# Victor Schleiter
Pour les articles homonymes, voir Schleiter.
Victor Schleiter, né le 18 juillet 1872 à Paris et mort le 23 décembre 1933 à Pomponne (Seine-et-Marne), est un homme politique français.

## Biographie
Fils d'une famille messine ayant opté pour la France en 1870, il devient notaire à Verdun, il est premier adjoint au maire de Verdun en 1919, maire de Verdun de 1925 à 1933. Il se présente à l'élection sénatoriale en décembre 1923 mais se désiste pour Albert Noël. Il est élu député de la Meuse en 1924 sur la liste d'André Maginot, avec une position de centriste anticléricale mais pas anticatholique, il est le moins bien élu de la liste. Il s'inscrit au groupe de l'Union républicaine démocratique. Il obtient un siège de conseiller général de la Meuse en 1926 et parvient à être largement réélu en 1928 face à Pierre Bourbon de la SFIO puis en 1932 contre Gaston Thiébaut un radical-socialiste. Il meurt dans la catastrophe ferroviaire de Lagny, en 1933.
Il est le père de François Schleiter, maire, sénateur et Secrétaire d'État.

## Sources
- « Victor Schleiter », dans le Dictionnaire des parlementaires français (1889-1940), sous la direction de Jean Jolly, PUF, 1960 [détail de l’édition]
- Dir. Jean El Gammal, François Roth et Jean-Claude Delbreil, Dictionnaire des Parlementaires lorrains de la Troisième République, Metz, Serpenoise, 2006 (ISBN 2-87692-620-2, OCLC 85885906, lire en ligne), p. 258-259.
- Jean-Pierre Mangin (dir.), Les Personnalités marquantes en Meuse, vol. 1, Verdun, Opus 55, 2013, p. 439.
- Cédric Spagnoli, « Victor Schleiter », dans Isabelle Guyot-Bachy et Jean-Christophe Blanchard (dir.), Dictionnaire de la Lorraine savante, Metz : Éditions des Paraiges, 2022, p. 288.